# Biel/Bienne
Biel/Bienne (uradno dvojezično – nemško Biel, francosko Bienne, italijansko in retoromansko Bienna) je mesto in občina v upravnem okrožju Biel/Bienne v kantonu Bern v Švici. Leta 2018 je imelo okoli 55.000 prebivalcev, skupaj z okolico pa 106.000. Mesto leži na jezikovni meji med francosko in nemško govorečim delom Švice. Biel je nemško ime mesta, Bienne pa francosko in se pogosto omenja v obeh jezikih hkrati. Od 1. januarja 2005 je uradno ime "Biel / Bienne"(dotlej se je uradno imenovalo samo Biel). Leži ob vznožju prvega gorskega območja gorovja Jura in na severovzhodni obali Bielskega jezera (Bielersee, Lac de Bienne). Mesta Neuchâtel, Solothurn in Bern (glavno mesto Švice) ležijo jugozahodno, severovzhodno in jugovzhodno. Do vseh je približno 30 minut vožnje z vlakom ali avtomobilom. Mesto je že od 19. stoletja industrijsko usmerjeno, predvsem pa slovi po izdelavi ur.